# Синельников, Всеволод Дмитриевич
Всеволод Дмитриевич Синельников (27 января 1921 — 23 августа 1995) — советский радиоконструктор, генерал-майор (1977). Участник Великой Отечественной войны. Герой Социалистического Труда (1981) и кавалер девяти орденов.

## Биография
Родился 27 января 1921 года в Петрограде (ныне Санкт-Петербург). По национальности — русский. Окончил среднюю школу.
В Красной армии с 1938 года. Военное образование получил в Военной электротехнической академии РККА в Ленинграде (до 1924 года Петроград). Однако вскоре началась Великая Отечественная война и Всеволод Синельников, вместо того что бы завершить обучения, по личной просьбе был переведён в действующею армию. С июня по октябрь 1942 года находился в составе войск связи Закавказского фронта, принимал участие в оборонительном этапе битвы за Кавказ.
С 9 июля 1943 года и до конца войны воевал в составе действующей армии. Занимал должность начальника радиостанции 127-го отдельного полка связи на Степном фронте и на 2-м Украинском фронте. С 1944 года занимал должность командира взвода, потом командира роты радиосвязи в 275-м отдельном радиодивизионе, который находился в составе 2-го Белорусского фронта. Участвовал в Курской битве и битве за Днепр, во время которой освобождал Полтаву и Кременчуг. Особенно отличился на Днепровском плацдарме, куда переправился вместе со своей радиостанцией и под огнём противника находился на связи по 18-20 часов в сутки, что обеспечивало командование фронта информацией об обстановке на плацдарме. В ходе Висло-Одерской операции и Восточно-Померанской операции был командиром групп радиосвязи, которые были прикомандированы к танковым корпусам. Вместе с ними участвовал в прорывах в глубокий тыл врага и обеспечивал радиосвязь между командирами корпусов и штабом армии. Был направлен на передовую в звании курсанта, однако уже к 1943 году получил звание старшего техника-лейтенанта.
Кроме своего героизма на передовой, так же проявил себя как высококлассный специалист. В совершенстве знал несколько типов радиостанций и добивался такого же мастерства от своих подчинённых. Также по личной инициативе освоил немецкие трофейные радиостанции и обучил этому же часть личного состава для применения в чрезвычайных ситуациях. Поддерживал радиостанции своих подразделений в рабочем состоянии в условиях хронической нехватки запчастей и расходных принадлежностей, лично ремонтировал все материальные радиочасти дивизиона. В радиодивизионе создал единый узел связи и обработки информации, благодаря чему было значительно улучшено скорость и качество работы.
В 1950 году окончил Военную Краснознаменную академию связи имени С. М. Будённого, в которой начинал учиться перед войной. Был одним из лучших выпускников этой академии, поэтому с того же года начал работать в ней преподавателем.
С января 1951 года служил в конструкторском бюро № 1 (с 1988 года называется Научно-производственное объединение «Алмаз»). Прошёл путь от старшего инженера до заместителя Генерального конструктора Научно-производственного объединения «Алмаз».
Был одним из основных создателей зенитно-ракетных комплексов и радиолокационных станций. Созданные под его руководством передатчики визирования цели и передачи команд управления установлены на подвижных зенитных ракетных комплексах С-75, С-125, ЗРК дальнего и сверхдальнего радиуса действия С-200, а затем он возглавил работы по модернизации этих систем. Был главным конструктором систем противоракетной обороны С-225, С-300ПМУ и С-300ПМУ1. Закрытым указом Президиума Верховного Совета СССР от 20 апреля 1981 года «за выдающиеся заслуги в разработке и производстве новой техники» В. Д. Синельникову было присвоено звание Героя Социалистического Труда.
В 1986 году вышел в отставку в звании генерал-майора, однако продолжал работать в научно-производственном объединении «Алмаз» до 23 августа 1995 года. Жил в Москве, где и умер 23 августа 1995 года. Был похоронен на Троекуровском кладбище.

## Награды
- Медаль «Серп и Молот» (20 апреля 1981 — № 19913)[1];
- 2 ордена Ленина (25 июля 1958 и 20 апреля 1981 — № 459225)[1];
- 2 ордена Отечественной войны 1-й степени (25 июля 1945 и 11 марта 1985)[1][2];
- Орден Отечественной войны 2-й степени (18 марта 1945)[1][3];
- 2 ордена Трудового Красного Знамени (20 апреля 1956 и 19 сентября 1968)[1];
- 2 ордена Красной Звезды (10 декабря 1943 и 27 марта 1953)[1][4];
- Медаль «За боевые заслуги» (15 ноября 1949)[1];
- так же ряд прочих медалей[1].